# OBDuino
OBDuino — це мікроконтролер, розроблений з відкритим вихідним кодом, заснований на платформі Arduino. OBDuino може бути зібраний і налаштований любителем електроніки; він відображає інформацію, таку як миттєва економія палива (наприклад, милі на галон, L / 100 км або кілометри на літр), параметри налаштування двигуна і т. д. на РК-дисплеї.
OBDuino використовує інтерфейс бортової діагностики, який можна знайти в більшості сучасних автомобілів.

## Особливості
Відображає більшість бортових параметрів. Загальні значення включають:
- Паливо: вартість, використана або залишилася, витрачена даремно на холостому ходу, споживання, виміряний в миль на галон або л / 100 км
- Двигун: навантаження, об / хв
- Температури: охолоджуюча рідина, повітрозабірник
- Швидкість автомобіля
- Відстань до резервуара
- Час, що залишився відстань, яку можна проїхати на поточному паливі
- Положення дросельної заслінки
- Напруга батареї CAN, тільки для протоколу CAN, відображає TX і RX-помилку
- Відображає миттєві значення, середні, максимальні і мінімальні значення, розраховані за поїздку, на виїзд або на бак палива
- Система меню для настройки параметрів

Але OBDuino не відображує і не відновлює коди помилок двигуна (які доступні через інтерфейс OBD) у більшості сучасних автомобілів.

## Розробка
Ключовими компонентами проєкту є:
Мікроконтролер. Використовується Arduino на базі AVR, хоча один з декількох мікроконтролерів Atmel AVR може використовуватися безпосередньо в спеціальною схемою OBDuino.
Інтерфейс до системи управління автомобілем, використовуючи роз'єм бортової діагностики (OBD), який присутній в більшості сучасних автомобілів. Для цього потрібно кабель і схема. Існує кілька варіантів цієї схеми в залежності від конкретного реалізованого протоколу OBD:
- ISO 9141 / ISO 9141-2 / ISO 14230, з використанням Freescale MCZ33290EF
- CAN, використовуючи MCP2515 і MCP2551

Загальні (SAE J1850 PWM і VPW / ISO 9141 / ISO 9141-2 / ISO 14230 / CAN протоколи), використовуючи ELM327 від ELM Electronics. Ця збірка дозволяє отримати більш універсальний бортовий комп'ютер, сумісний з більшістю сучасних автомобілів, хоча чип ELM327 значно збільшує вартість схеми і потребує значної підтримки схеми для різних протоколів. Він усуває складність інтерпретації різних протоколів OBD або
STN1110, який є програмним забезпеченням, сумісним з ELM327.
ЖК-дисплей і три кнопки введення. Звичайний РК-дисплей — 2 рядки на 16 символів або 4x20 символів, заснований на HD44780, з схемою, заснованої на MPGuino Ciruit.
Код мікроконтролера. Це програма на C++, заснована на структурі Arduino, звана термінологією Sketch в Arduino. Який завантажується на мікроконтролер через USB або інтерфейс, використовуючи безкоштовну інтегроване середовище розробки Arduino.
Багато проєктів на основі Arduino мають або виготовлені на замовлення друковані плати, які включають мікроконтролер AVR (усуває необхідність в платі Arduino), або плати розширення, які містять додаткову схему, і які підключаються безпосередньо до стандартної плати Arduino.

## Проєкт
Проєкт OBDuino був запущений в 2008 році на основі проєкту MPGuino з бажанням спростити проводку до транспортного засобу (тобто використовувати стандартну розетку OBD-II, а не безпосередньо підключати систему уприскування палива і цифровий датчик швидкості автомобіля) і отримати доступ широкий діапазон даних управління двигуном, доступних за допомогою OBD.
Проєкт зосереджений на дискусійному форумі на ecomodder.com [Архівовано 6 квітня 2022 у Wayback Machine.], наданому кодом Google, проєкт випущений під ліцензією GPL.
Основна тема OBDuino на форумі eccomoder була розпочата jmonroe 1 червня 2008 року дискусією на тему застосування MPGuino.
Magister опублікував оголошення OBDuino на форумі Arduino 4 грудня 2008 року.
Станом на вересень 2009 року код OBDuino32K привласнює цим розробникам:
- Основне кодування / ISO / ELM: Frédéric (aka Magister на ecomodder.com)
- Частина LCD: Дейв (aka dcb на ecomodder.com), оптимізований Фредеріком
- Протокол зв'язку ISO: Русо, Антоній, Майк
- Особливості: Майк, Антоній
- Помилки та виправлення: Антоній, Фредерік, Майк
- 32K в імені obduino32K відрізняє код, призначений для Atmega328 з 32-мегабайтной флеш-пам'яттю (тобто Arduino 2009) версії від версії Atmega168 16k (Arduino 2008).

## Варіації
Варіант OBDuino описаний в книзі «Практичний Ардуіно» (2009) Джонатана Оксер і Х'ю Блемінгса. Заснований на Arduino Mega, OBDuino розширено для реєстрації даних GPS і OBD на USB-накопичувачі.
Графічний OBD MPGuino відображає такі значення, як милі на галон і OBD-II PID і т. Д., На РК-дисплеї розміром 128 * 64 пікселя.
Автор OBDuino Magister працює над комерційним прототипом з протоколом CAN-only.

## Альтернативи
1. Scangauge — комерційний бортовий комп'ютер, що використовує інтерфейс OBD. На додаток до функцій типу Trip-Computer в OBDuino Scangauge також включає функції для відображення і скидання кодів несправностей двигуна.
2. Mpguino — це інший бортовий комп'ютер на базі Arduino і в основному обмежений виміром використання палива. Він може використовуватися в будь-якому транспортному засобі, яке має систему уприскування палива і цифровий датчик швидкості автомобіля. Mpguino зв'язується безпосередньо з цими датчиками, тому він не вимагає інтерфейсу OBD2. Він може повідомляти миттєвий і резервуар MPG, що залишилися милі до тих пір, поки резервуар не стане порожнім і т. Д Mpguino доступний у вигляді набору від декількох постачальників.
3. SuperMID — комп'ютер для подорожей ентузіаста / любителя, розроблений спочатку для Toyota Prius, хоча він може використовуватися на будь-якому автомобілі з системою впорскування палива і цифровим датчиком швидкості автомобіля. SuperMID підключається безпосередньо до ECU або датчикам двигуна, замість використання стандартного роз'єму OBDII.

Вступ Брюса Д. Лайтнера виграло конкурс дизайну підвалів 2004 року. У конструкції Lightner використовується мікроконтролер AVR, підключений до інтерфейсу OBD-II для управління аналоговим датчиком, що відображає витрату палива в mpg. Це реалізує тільки варіант SAE J1850 VPW для пакета OBD-II (тому він працює тільки з більшістю автомобілів GM, що використовують VPW).
Комп'ютерний дизайн автомобіля OBD II описаний NerdKits з використанням набору мікроконтролерів на базі AVR. Це реалізує варіант SAE J1850 VPW для комплекту протоколів OBD-II (тому він працює тільки з деякими автомобілями, які використовують VPW), і відображає RPM, температуру охолоджуючої рідини, швидкість автомобіля і процентний дросель на РК-дисплеї. Це частково пов'язано з дизайном Брюса Д. Лайтнера.

OBD2-LCD — це бортовий комп'ютер OBD-II на базі AVR, розроблений Флоріаном Шеффер. Він реалізує варіанти OBD-II ISO 9141 та ISO 14230 (KW 2000) з опублікованими дизайном і кодом і доступний у вигляді комплекту. Новий комплект також підтримує CAN (ISO 15765).